# Celso Constantini
Celso Benigno Luigi Costantini (Castion di Zoppola, Província de Pordenone, 3 de abril de 1876 - Roma, 17 de outubro de 1958) foi um diplomata Vaticano e cardeal da Igreja Católica Romana.

## Vida
Celso Costantini estudou filosofia e teologia católica em Roma. Ele recebeu seu doutorado em ambas as disciplinas e recebeu em 26 de dezembro de 1899 o sacramento da Ordem. Ele então trabalhou por catorze anos como pastor em várias comunidades da Diocese de Concordia. De 1914 a 1918 assumiu o cargo de capelão na Primeira Guerra Mundial em parte. De 1919 a 1920, chefiou a administração da Diocese Concordia como vigária geral. Ele fundou a associação Amici dell'Arte Sacra e a revista Arte cristiana.
Em 22 de julho de 1921 o Papa Bento XV nomeou-o bispo titular de Hierápolis na Frígia. A consagração episcopal deu-se em 24 de agosto de 1921, pelo patriarca de Veneza, o cardeal Pietro La Fontaine; Os co-consagradores foram Angelo Bartolomasi, bispo de Trieste, e Luigi Paulini, bispo de Concórdia. Em 12 de agosto de 1922, Celso Costantini tornou-se o primeiro Delegado Apostólico da China. Ele fundou uma Ordem lá, a Congregatio Discipulorum Domini, que se espalhou rapidamente por toda a Ásia. Em 9 de setembro de 1922, o Papa o nomeou Arcebispo Titular de Theodosiopolis em Arcadia. Em 1933 ele retornou para a Itália. Em 20 de dezembro de 1935, o Papa Pio XI nomeou-o Secretário da Congregação para a Evangelização dos Povos.
Papa Pio XII aceitou Celso Costantini no Colégio dos Cardeais em 12 de janeiro de 1953 como cardeal sacerdote da igreja titular de Santi Nereo e Achilleo e nomeou-o um ano depois Chanceler da Santa Igreja Romana. Em 9 de junho de 1958, a igreja titular de San Lorenzo in Damaso foi transferida para ele.
Celso Costantini morreu em 17 de outubro de 1958 em Roma e foi sepultado em seu local de nascimento Castion di Zoppola.